# Tabor City
Tabor City är en kommun (town) i Columbus County i North Carolina. Vid 2020 års folkräkning hade Tabor City 3 781 invånare.

## Kända personer från Tabor City
- Stonewall Jackson, musiker